# 長江崚行
長江 崚行（ながえ りょうき、1998年8月26日 - ）は、日本の俳優・歌手。
大阪府大阪市出身。エイベックス・マネジメント所属。

## 来歴・人物
- 2007年にavex 俳優・タレント・モデルオーディションに合格。
- 2009年から2012年までNHK教育『天才てれびくんシリーズ』にてれび戦士として出演。
- 2012年から2013年はavex Rookie Boys、2013年から2015年はaLovaL Boys WESTとして活動。
- 幼少期テコンドーを習っていた。
- ファンの有志により爵位をプレゼントされシーランド公国の男爵となる。

## 出演

### テレビ・バラエティ
- 天才てれびくんMAX / 大!天才てれびくん（2009年 - 2012年、NHK Eテレ） - てれび戦士
- 2.5次元ナビ!（2019年 - 2022年、日テレプラス） - リポーター
- 天才てれびくんYOU（2020年1月9日、NHK Eテレ） - てれび戦士
- 戦国炒飯TV（2020年 、TOKYO MX・BS11 ほか） - 森坊丸 役
- 痛快TV スカッとジャパン（2020年8月17日放送、フジテレビ） - 山路剛 役
- 天才てれびくんhello,（2021年5月20日、NHK Eテレ） - てれび戦士
- される僕ら(仮) 〜#レギュラーになってないのかよ！〜（2021年12月17日、テレビ神奈川 他）
- THE突破ファイル（2024年1月11日、日本テレビ）

### テレビ・ドラマ
- ただいま！小山内三兄弟 第3話（2020年11月4日、日本テレビ） - 白藤かつき 役
- スタジオより愛をこめて（2022年7月2日 - 7月9日、中京テレビ）- 一瀬樹 役[2]

### 舞台
- 銀河英雄伝説 - ユリアン・ミンツ 役
  - 銀河英雄伝説 第三章 内乱（2013年）
  - 銀河英雄伝説 第四章 前篇 激突前夜（2013年）
  - 銀河英雄伝説 特別公演 星々の軌跡（2015年）
- 里見八犬伝（2014年） - 房八 役
- ミュージカル『ヘタリア』- 主演・イタリア 役[3]
  - ヘタリア〜Singin' in the World〜（2015年）
  - ヘタリア〜The Great World〜（2016年）
  - ヘタリア〜in the new world〜（2017年）
  - ヘタリア～The world is wonderful～（2021年）
  - ヘタリア〜The Fantastic World～（2023年）
  - ヘタリア〜The glorious world〜（2024年）[4]
  - ヘタリア〜A tender world〜（2025年）[5]
- サイコメ；ステージ（2016年） - 主演・神谷京輔 役
- 増田こうすけ劇場 ギャグマンガ日和 デラックス風味（2016年） - 小野妹子 役
- 舞台 下天の華 夢灯り（2016年） - 竹中半兵衛 役
- 逆転検事（2016年） - 小鳥遊マモル 役
- ホイッスル!BREAK THROUGH-壁をつき破れ-（2016年） - 外山一平 役[6]
- 朗読劇『極上文學 人間椅子/魔術師』（2016年） - 文代 役
- 舞台「Messiah メサイア」 - 御池万夜 役
  - Messiah メサイア -暁乃刻-（2017年）
  - Messiah メサイア -悠久乃刻-（2017年）
  - Messiah メサイア -月詠乃刻-（2018年）
  - Messiah メサイア トワイライト -黄昏の荒野-（2019年）
  - Messiah メサイア -黎明乃刻-（2019年）
- コント舞台『MONSTER LIVE!』（2017年）
- 舞台「KING OF PRISM」 - 香賀美タイガ 役
  - 「KING OF PRISM -Over the Sunshine!-」（2017年）
  - 「KING OF PRISM -Shiny Rose Stars-」（2020年）
- 舞台「文豪ストレイドッグス」 - 江戸川乱歩 役
  - 文豪ストレイドッグス（2017年 - 2018年）
  - 文豪ストレイドッグス 黒の時代（2018年）
  - 文豪ストレイドッグス 三社鼎立（2019年）
  - 文豪ストレイドッグス 序 探偵社設立秘話（2020年） - W主演
  - 文豪ストレイドッグス 序 太宰治の入社試験（2020年） - ※声のみの出演
  - 文豪ストレイドッグス DEAD APPLE (2021年) - ※声のみの出演
  - 文豪ストレイドッグス 共喰い（2023年）
- 舞台「ひらがな男子」（2018年） - ね 役
- ミュージカル「また、必ず会おう」と誰もが言った。 （2018年） - 主演・秋月和也 役
- 舞台「桃源郷ラビリンス」（2019年） - 坂田銀牙 役
- 劇団アニメ座ハイブリッド～舞台の鼓動は愛～（2019年）- 龍真 役
- ミュージカル「Indigo Tomato」（2019年）- マモル 役[7]
- 「天才てれびくん the STAGE」（2020年）- 長江崚行 役[8]
  - 「天才てれびくん the STAGE〜てれび戦士REBORN〜」（2020年）
  - 「天才てれびくん the STAGE 〜バック・トゥ・ザ・ジャングル〜」 (2021年)
- 舞台「RE:CLAIM」（2020年） - 葉取 役 ※新型コロナウイルスの影響により、公演中止
- ナイスコンプレックス プロデュース公演 第5弾『12人の怒れる男』（2020年） - 陪審員1号 役
- 「ミュージカル封神演義-開戦の前奏曲-」（2020年） - 殷郊 役
- Reading Drama『5 years after』
  - 『5 years after』ver.2 ～N-S-N～（2020年）
  - 『5 years after』ver.3 ～J-T-N～（2021年）
  - 『5 years after』ver.4 ～N-S-N～（2021年）
  - 『5 years after』ver.6 〜NKTNS〜（2021年）
- ミュージカル「DREAM!ing」 - 獅子丸孝臣 役
  - ミュージカル「DREAM!ing」（2020年 - 2021年）
  - ミュージカル「DREAM!ing〜Rainy Days〜」（2022年）[9]
  - ミュージカル「DREAM!ing～White Maze～」（2024年） - W主演[10]
  - ミュージカル「DREAM!ing〜After Party〜」（2025年）[11]
- 舞台「結婚しないの！？小山内三兄弟」（2021年） - 白藤かつき 役
- 『青山オペレッタ THE STAGE』 - 主演・宮嶋あさひ 役
  - 「青山オペレッタ THE STAGE 〜ノーヴァ・ステラ/新しい星～」（2021年）
  - 「青山オペレッタ THE STAGE ～ルーナ・ピエナ / 満ちる月～」（2021年） - ※映像出演
  - 「青山オペレッタ THE STAGE ～ストーリア・パラッレーラ・ウノ～」（2023年）[12]
  - 「青山オペレッタ THE STAGE ～メッザ・ルーナ / 光と影～」（2024年）
- 『トランス』 〜ドラマリーディング〜（2021年） - 後藤参三 役  ※新型コロナウイルスの影響により、公演中止
- SF時代活劇『虹色とうがらし』（2021年） -主演・七味 役
- LIVE STAGE「スケートリーディング☆スターズ」（2021年） -主演・前島絢晴 役
- 舞台『アーモンド』（2022年） - W主演・ユンジェ / ゴニ 役（回替わり）
- ミュージカル『ピオフィオーレの晩鐘』（2022年） - オルロック 役
- オドルンパッ！企画 第4弾「グルメ戦隊 クラックスW」（2022年）
- くまのがっこう音楽劇「ジャッキーと不思議なオルゴール」（2022年） - ビブラート 役
- イマーシブシアター「スタジオより愛をこめて」（2022年） - 一瀬樹 役
- ミュージカル『憂国のモリアーティ』 - フレッド・ポーロック 役
  - 『憂国のモリアーティ』Op.4 -犯人は二人-（2023年）
  - 『憂国のモリアーティ』Op.5 -最後の事件-（2023年）
- ミステリ・ミュージカル『ルームメイトと謎解きを』（2023年） - 園部圭 役[13]
- 舞台『恋と呼ぶには気持ち悪い』（2024年） - 多丸快 役[14]
- 舞台「ト音」（2024年） - 千葉 役[15]
- ミュージカル「ココロノカケラ」（2024年） - 主演・宮本三十郎 役[16]
- 舞台「アオペラ」（2024年） - 主演・鈴宮壱 役[17]
- Mystery Theater vol.2『スターライドオーダー2』（2024年）[18]
- 舞台「もしも彼女が関ヶ原を戦ったら」（2025年） - 海野一 役[19]
- ミュージカル「マタ・ハリ」（2025年） - ピエール 役
- 舞台「幻想水滸伝-門の紋章戦争篇-」（2025年） - テッド 役[20]

### 映画
- メサイア外伝-極夜 Polar night-（2017年） - 御池万夜 役
- 桃源郷ラビリンス（2019年） - 坂田銀牙 役
- 文豪ストレイドッグス BEAST（2022年） - 江戸川乱歩 役
- 半透明なふたり（2022年）

### 劇場アニメ
- 死が美しいなんて誰が言った（2023年） - 主演・レイ 役[21]

### WEB配信作品
- 「バイトしないの？天授くん」（2019年） - 白藤かつき 役
- 朗読劇「僕のAIルク」（2020年） - 遥人 / ルク 役（回替わり）
- peepシネマ小説「ぬらりひょんの棲む家」（2020年） - 主演・小山田和宏 役
- スマボオリジナルドラマ「探偵がうつる」 （2020年） - 飛田車助 役
- 配信朗読劇onetake「カイ」（2024年） - 入江流唯 役

### WEB配信番組
- TSUTAYA プレミアム/TSUTAYA TV「日々是崚行」（2020年）
- ニコニコチャンネルプラス「RYOKI CHANNEL」（2023年2月 - 2025年3月）
- NATSLIVE「まんぷく丼りょうき水産」（2023年11月 - ）

### ライブ・コンサート
- Club INSPIRE VJ Gou Presents Event（2016年・2017年）
- ライブ『STAGE FES』 - 舞台「KING OF PRISM」 - 香賀美タイガ 役
  - STAGE FES 2017（2017年 - 2018年）
  - STAGE FES 2018（2018年 - 2019年）
  - STAGE FES 2019（2019年 - 2020年）
- ミュージカル『ヘタリアFINAL LIVE～A World in the Universe～』（2018年） - 主演・イタリア 役
- 舞台「KING OF PRISM-Rose Party on STAGE 2019-」（2019年） - 香賀美タイガ 役
- 2.5次元男子。LIVE
  - 2.5次元男子。LIVE2022〜僕たちの夏は終わらない！〜（2022年）
  - 2.5次元男子。LIVE2023 ～僕たちのHot Summer～（2023年）[22]
  - 2.5次元男子。LIVE2025〜推しメンCLUBへようこそ〜（2025年）[23]
- 青山オペレッタ THE STAGE 2周年記念スペシャル・レヴューショー！（2022年） - 主演・宮嶋あさひ 役
- Japan Musical Festival 2022 Winter Season（2022年）
- ミュージカル『憂国のモリアーティ』コンサート（2024年）

### CM
- 日本マクドナルド「ハッピーセット」（2008年）

### ラジオ
- ABCラジオ「ラジオペ！〜こちら青山オペレッタ広報部〜」（2020年10月 - 2025年3月　※月替わり出演） - 宮嶋あさひ 役
- USEN放送「舞台やろうっ！杉江大志のスマイル大使！2」（2021年6月） - ゲスト出演
- USEN放送「舞台やろうっ！another side」（2021年10月 - 11月） - パーソナリティ
- アプリRadiotalk「長江兄弟のそろそろ部屋わけてくれ」(2022年11月 - ) - パーソナリティ

## 書籍

### 写真集
- 長江崚行1st写真集『RYOKI』（2019年5月15日発売、トランスワールドジャパン）[24]
- 長江崚行2nd写真集『勿忘草』（2023年10月13日発売、KADOKAWA）

### その他
- W!特別編集「×植田圭輔」（2017年10月4日発売、廣済堂出版）
- 「植田圭輔フォトブック　Showcase K 〜premiere〜」　(2021年12月25日発売、主婦の友社)

## ディスコグラフィ

### シングル
|     | リリース      | 楽曲      | 備考 |
| --- | ------------- | --------- | ---- |
| 1st | 2024年8月26日 | Moonlight | 配信 |

### キャラクターソング
| 発売日        | 商品名                                                   | 歌 | 楽曲                                                          | 備考                                             |
| ------------- | -------------------------------------------------------- | --- | ------------------------------------------------------------- | ------------------------------------------------ |
| 2018年2月28日 | MUSIICAL HETALIA THE BEST 「always love」                | イタリア (長江崚行)、ドイツ (近江陽一郎、上田悠介)、日本 (植田圭輔)、アメリカ (磯貝龍乎)、イギリス (廣瀬大介)、フランス (寿里)、ロシア (山沖勇輝)、中国 (杉江大志)、オーストリア (ROU（菊池卓也）)、スペイン (山田ジェームス武)、プロイセン (高本学)                 |                                                               | ミュージカル「ヘタリア」シリーズ劇中歌           |
| 2018年3月23日 | 舞台 KING OF PRISM -Over the Sunshine!- Prism Song Album | ALL CAST | 「BOY MEETS GIRL」 「Shiny Heart Beat」                       | 舞台『KING OF PRISM -Over the Sunshine!-』劇中歌 |
| 2018年3月23日 | 舞台 KING OF PRISM -Over the Sunshine!- Prism Song Album | 一条シン（橋本祥平）、香賀美タイガ（長江崚行）、十王院カケル（村上喜紀）、鷹梁ミナト（五十嵐雅）、涼野ユウ（廣野凌大） | 「ハッピーな寮生活」                                          | 舞台『KING OF PRISM -Over the Sunshine!-』劇中歌 |
| 2018年3月23日 | 舞台 KING OF PRISM -Over the Sunshine!- Prism Song Album | エーデルローズ生 | 「エーデルローズのお風呂」                                    | 舞台『KING OF PRISM -Over the Sunshine!-』劇中歌 |
| 2018年3月23日 | 舞台 KING OF PRISM -Over the Sunshine!- Prism Song Album | エーデルローズ新入生 | 「Miracle Twinkle Christmas Time」 「ドラマチックLOVE」       | 舞台『KING OF PRISM -Over the Sunshine!-』劇中歌 |
| 2020年6月26日 | 舞台 KING OF PRISM -Shiny Rose Stars- Prism Song Album   | 一条シン（橋本祥平）、太刀花ユキノジョウ（横井翔二郎）、香賀美タイガ（長江崚行）、十王院カケル（村上喜紀）、鷹梁ミナト（五十嵐雅）、西園寺レオ（星元裕月）、涼野ユウ（廣野凌大）                                                                                     | 「Viva EdelRose Spa!」 「ナナイロノチカイ! -Brilliant oath-」 | 舞台『KING OF PRISM -Shiny Rose Stars-』劇中歌   |
| 2020年6月26日 | 舞台 KING OF PRISM -Shiny Rose Stars- Prism Song Album   | 香賀美タイガ（長江崚行）、十王院カケル（村上喜紀） | 「Head-toｰHead!」                                             | 舞台『KING OF PRISM -Shiny Rose Stars-』劇中歌   |
| 2020年6月26日 | 舞台 KING OF PRISM -Shiny Rose Stars- Prism Song Album   | 香賀美タイガ（長江崚行） | 「Fly in the sky」                                            | 舞台『KING OF PRISM -Shiny Rose Stars-』劇中歌   |
| 2020年6月26日 | 舞台 KING OF PRISM -Shiny Rose Stars- Prism Song Album   | ALL CAST | 「Shiny Heart Beat -2020 ver.-」                              | 舞台『KING OF PRISM -Shiny Rose Stars-』劇中歌   |
| 2021年1月27日 | 「青山オペレッタ」チームソング&ドラマ vol.1              | ノーヴァ 宮嶋 あさひ (長江 崚行) 、 斎 鷹雄 (中山 優貴) 、 櫻井 ノエ (大隅 勇太) 、 長衛 輝夜 (矢部 昌暉) 、 矢地 桐久 (大平 峻也) 、 加賀美 祥太 (友常 勇気) | 目醒めのカンパネラ                                            | 「青山オペレッタ」主題歌                         |
| 2021年1月27日 | 「青山オペレッタ」チームソング&ドラマ vol.2              | ノーヴァ 宮嶋 あさひ (長江 崚行) 、 斎 鷹雄 (中山 優貴) 、 櫻井 ノエ (大隅 勇太) 、 長衛 輝夜 (矢部 昌暉) 、 矢地 桐久 (大平 峻也) 、 加賀美 祥太 (友常 勇気) | Make you shining star                                         | 「青山オペレッタ」チームソング第2弾              |
| 2021年5月26日 | 「青山オペレッタ」チームソング&ドラマ vol.3              | ノーヴァ 宮嶋 あさひ (長江 崚行) 、 斎 鷹雄 (中山 優貴) 、 櫻井 ノエ (大隅 勇太) 、 長衛 輝夜 (矢部 昌暉) 、 矢地 桐久 (大平 峻也) 、 加賀美 祥太 (友常 勇気) | 花の名も知らずに                                              | 「青山オペレッタ」第二部主題歌                   |
| 2021年6月30日 | 「青山オペレッタ」チームソング&ドラマ vol.4              | ノーヴァ 宮嶋 あさひ (長江 崚行) 、 斎 鷹雄 (中山 優貴) 、 櫻井 ノエ (大隅 勇太) 、 長衛 輝夜 (矢部 昌暉) 、 矢地 桐久 (大平 峻也) 、 加賀美 祥太 (友常 勇気) | 夢の先finale                                                  | 「青山オペレッタ」チームソング第4弾              |
| 2021年7月28日 | ミュージカル「DREAM!ing」Song Collection                 | 望月悠馬 (佐藤信長)、花房柳 (山田ジェームス武)、新兎千里 (樋口裕太)、獅子丸孝臣 (長江崚行)、針宮藤次 (反橋宗一郎)、三毛門紫音 (杉本陣)、柴咲真也 (宮本弘佑)、白華時雨 (上仁樹)、志部谷幽 (坪倉康晴)、牛若湊 (遊馬晃祐)、ビアンキ由仁 (川本光貴)、桐谷洋介 (磯貝龍乎) |                                                               | ミュージカル「DREAM!ing」オリジナル劇中歌        |

### ユニットメンバー
1. ↑  一条シン（橋本祥平）、神浜コウジ（小南光司）、速水ヒロ（杉江大志）、仁科カヅキ（大見拓土）、太刀花ユキノジョウ（横井翔二郎）、香賀美タイガ（長江崚行）、十王院カケル（村上喜紀）、鷹梁ミナト（五十嵐雅）、西園寺レオ（星元裕月）、涼野ユウ（廣野凌大）、如月ルヰ（内藤大希）、大和アレクサンダー（spi）、高田馬場ジョージ（古谷大和）、氷室聖（栗田学武）、法月仁（前内孝文）
2. ↑  一条シン（橋本祥平）、神浜コウジ（小南光司）、速水ヒロ（杉江大志）、仁科カヅキ（大見拓土）、太刀花ユキノジョウ（横井翔二郎）、香賀美タイガ（長江崚行）、十王院カケル（村上喜紀）、鷹梁ミナト（五十嵐雅）、西園寺レオ（星元裕月）、涼野ユウ（廣野凌大）
3. ↑  一条シン（橋本祥平）、太刀花ユキノジョウ（横井翔二郎）、香賀美タイガ（長江崚行）、十王院カケル（村上喜紀）、鷹梁ミナト（五十嵐雅）、西園寺レオ（星元裕月）、涼野ユウ（廣野凌大）
4. ↑  一条シン（橋本祥平）、神浜コウジ（小南光司）、速水ヒロ（杉江大志）、仁科カヅキ（大見拓土）、太刀花ユキノジョウ（横井翔二郎）、香賀美タイガ（長江崚行）、十王院カケル（村上喜紀）、鷹梁ミナト（五十嵐雅）、西園寺レオ（星元裕月）、涼野ユウ（廣野凌大）、大和アレクサンダー（spi）、高田馬場ジョージ（古谷大和）、如月ルヰ（横田龍儀）、池袋エィス（小林竜之）、氷室聖（栗田学武）、法月仁（前内孝文）、黒川冷（及川洸）、田中会長（佐久間祐人）